# 1966 au Maroc
Chronologie du Maroc
- 1962
- 1963
- 1964
- 1965
- 1966
- 1967
- 1968
- 1969
- 1970

Cet article présente les faits marquants de l'année 1966 au Maroc ou relatifs au Maroc.

## Événements
- 20 janvier :  Mohamed Oufkir et Ahmed Dlimi sont sous le coup d'un mandat d’arrêt international, soupçonnés dans l'assassinat de Mehdi Ben Barka[1].
- 9 juin : un service militaire d'une durée de 18 mois est institué[1].
- 27 juin : la charte de l’OCAM (Organisation commune africaine et malgache) est adoptée à Tananarive[2].

## Sports
- La Coupe du Maroc de football 1965-1966, également nommée Coupe du Trône est la dixième édition de la compétition.
- La Coupe du Maroc de football 1966-1967, également nommée Coupe du Trône est la onzième édition de la compétition.
- La Saison 1966-1967 des FAR de Rabat est la neuvième de l'histoire du club en comptant la saison dernière qui fut une saison blanche après que les FAR eut agressé un arbitre lors d'un match opposant les FAR au Maghreb de Fès. Cette saison débute alors que les militaires avait passé une saison sans compétition officielle. Le club est par ailleurs engagé en coupe du Trône.